# Vị cứu tinh da trắng

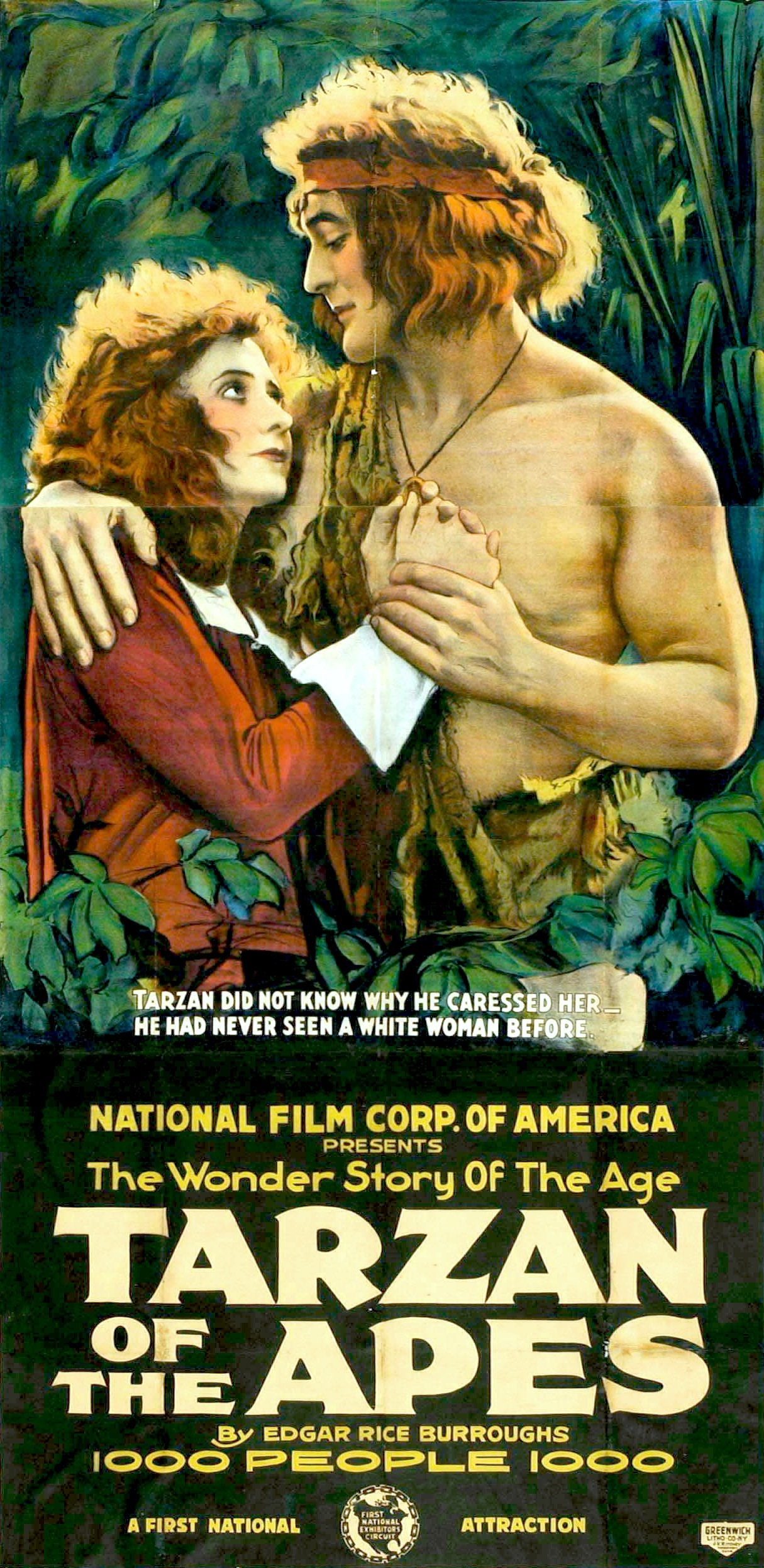
Tarzan vị cứu tinh da trắng cho toàn thể nô lệ da đen

Vị cứu tinh da trắng (White savior) là mô tả mang tính phê phán về một người da trắng được miêu tả là người giải phóng, vị cứu tinh giải cứu hoặc là chỗ dựa tinh thần, khích lệ ý chí, truyền cảm hứng cho những người không phải da trắng, điều này quan trọng ở chỗ nó mô tả một mô típ khuôn mẫu trong đó người da màu ở các quốc gia kém phát triển về kinh tế mà phần lớn là người không phải da trắng bị tước bỏ quyền tự quyết và bị coi là những người thụ động, đáng thương sẽ đón nhận lòng nhân từ của một người da trắng cũng là cách thể hiện của kiểu người da trắng thượng đẳng. Vai diễn này được coi là phiên bản hiện đại của những gì được thể hiện trong bài thơ có tựa đề: Bổn phận của Người Da trắng-The White Man's Burden (1899) của Rudyard Kipling.

## Khái yếu
Thuật ngữ Vị cứu tinh da trắng này gắn liền với Châu Phi và một số nhân vật trong phim và truyền hình đã bị phê bình là những nhân vật cứu tinh da trắng cũng là một trong những biểu hiện của việc phân biệt chủng tộc khi trong nhiều bộ phim thì các nam anh hùng và nữ anh hùng đều là người da trắng mặc dù câu chuyện kể về những điều xảy ra với các nhân vật da đen. Cách sử dụng ban đầu của nó là trong bối cảnh Philippines, nhưng thuật ngữ này kể từ đó chủ yếu gắn liền với Châu Phi cũng như với các khu vực khác trên thế giới. Châu Phi có lịch sử nô lệ và thuộc địa hóa. Damian Zane của BBC News cho biết do lịch sử, người châu Phi tìm thấy thái độ "vị cứu tinh da trắng" để giúp họ "bảo trợ sâu sắc và xúc phạm". Zane nói, "Một số người cho rằng viện trợ có thể phản tác dụng, vì điều đó có nghĩa là các nước châu Phi sẽ tiếp tục dựa vào sự giúp đỡ từ bên ngoài.". Bhakti Shringarpure viết cho The Guardian rằng, "Những người phương Tây cố gắng giúp đỡ các quốc gia nghèo khổ, đau khổ thường bị cáo buộc là trở thành vị cứu tinh da trắng' vốn là một thuật ngữ gắn liền với chế độ thuộc địa trong lịch sử nơi người châu Âu chiếu cố đến để khai sáng văn minh cho lục địa châu Phi.". Thuật ngữ này đã được sử dụng để chỉ người Mỹ da trắng và người châu Âu độc lập tham gia hoặc hỗ trợ trong các cuộc chiến ở Trung Đông. T. E. Lawrence còn biết đến với tên gọi "Lawrence ông hoàng xứ Ả rập" có thể được coi là nguyên mẫu của vị cứu tinh da trắng. Những cáo buộc tương tự cũng đã được nêu ra đối với những người đàn ông châu Âu da trắng đã tham gia chiến đấu cùng với quân nổi dậy ủng hộ dân chủ trong cuộc nội chiến Syria.

## Trong phim ảnh
Vị cứu tinh da trắng là những kịch bản, cốt chuyện điện ảnh trong đó nhân vật chính là người da trắng giải cứu những nhân vật không phải da trắng (thường ít nổi bật hơn) khỏi những hoàn cảnh nguy nan, nghịch cảnh. Điều này tái diễn trong một loạt thể loại trong điện ảnh Mỹ, trong đó nhân vật chính người da trắng được miêu tả như một nhân vật thiên sai với vai trò Đấng cứu thế Messiah, người thường có được một số hiểu biết sâu sắc hoặc nội tâm trong quá trình giải cứu các nhân vật không phải da trắng (hoặc đôi khi là các chủng tộc ngoài hành tinh không phải con người thay thế như những người không phải là người da trắng hoặc không thuộc nền văn minh da trắng) khỏi hoàn cảnh khó khăn của họ.
Câu chuyện kể về vị cứu tinh da trắng là một cách mà phương tiện truyền thông đại chúng thông qua điện ảnh thể hiện xã hội học về chủng tộc và quan hệ sắc tộc, bằng cách trình bày các khái niệm trừu tượng như đạo đức như những đặc điểm bẩm sinh, chủng tộc và văn hóa đối với người da trắng, không thể tìm thấy ở những người không phải da trắng so với người da trắng. Vị cứu tinh da trắng này thường được miêu tả là một người đàn ông lạc lõng trong xã hội của chính mình, cho đến khi anh ta đảm nhận gánh nặng lãnh đạo chủng tộc để giải cứu những người thiểu số không phải da trắng và người nước ngoài khỏi đau khổ của họ. Vì vậy, những câu chuyện về vị cứu tinh của người da trắng được mô tả là những tưởng tượng "về cơ bản là hoành tráng, phô trương và tự ái" về sự an ủi trong nội tâm. Một số bộ phim có hình tượng Vị cứu tinh da trắng như:
- Blood Diamond (2006): Một người đàn ông da đen (do Djimon Hounsou thủ vai) và con trai của anh ta từ Sierra Leone được một lính đánh thuê da trắng Rhodesian (do Leonardo DiCaprio) cứu khỏi tay Mặt trận Thống nhất Cách mạng trong nội chiến của đất nước[10].
- Khiêu vũ với bầy sói (Dances with Wolves): Vào những năm 1860, một người lính da trắng Mỹ (do Kevin Costner thủ vai) trở thành một phần của bộ tộc Sioux là những  Người Mỹ bản địa. Anh lãnh đạo người Sioux chống lại đối thủ của họ là người Pawnee và sau đó giúp họ thoát khỏi sự bao vây của đội quân mà anh từng phục vụ[11][12].
- The Green Berets: Một bộ phim Chiến tranh Việt Nam mô tả một chỉ huy da trắng của Lực lượng đặc biệt của quân đội Hoa Kỳ (do John Wayne thủ vai) đã chiến đấu vì người dân Miền Nam Việt Nam[13].
- Kingdom of Heaven: Một câu chuyện hư cấu kể lại về Balian của Ibelin là một binh sĩ viễn chinh Pháp (do Orlando Bloom thủ vai) thừa kế một thái ấp ở vương quốc Jerusalem. Với kiến thức của mình và những người lao động địa phương, anh tưới tiêu cho vùng đất khô cằn của mình trước sự vỡ òa trong sung sướng của người dân địa phương[14]. Sau đó anh ta đã chỉ huy và chiến đấu anh dũng, tử thủ thành Jerusalem, cuối cùng đã đàm phán hòa bình với Saladin để cứu thần dân của mình.
- The Last Samurai: Vào những năm 1870, một cựu sĩ quan da trắng của Quân đội Liên minh Hoa Kỳ (do Tom Cruise thủ vai) đến Nhật Bản để đào tạo, huấn luyện binh sĩ cho Nhật hoàng và cuối cùng gia nhập một nhóm samurai, giúp họ chống lại những cố vấn tham nhũng để Thiên hoàng Minh Trị[11].
- Lawrence of Arabia: Dựa trên cuộc đời có thật của sĩ quan quân đội Anh da trắng T.E.Lawrence (do Peter O'Toole thủ vai), người đã lãnh đạo người Ả Rập trong cuộc nổi dậy chống lại Đế chế Ottoman[15].
- Legend of Tarzan: Tarzan là một người đàn ông da trắng (do Alexander Skarsgård thủ vai) được những con khỉ đột châu Phi nuôi dưỡng và sau đó đến nước Anh. Cuối cùng anh ta trở lại Châu Phi và chiến đấu chống lại những kẻ buôn bán nô lệ[16].
- Trường Thành (Great Wall): William (do Matt Damon thủ vai) là một lính đánh thuê người châu Âu da trắng đến Trung Quốc để tìm kiếm thuốc súng. Anh tình cờ gặp quân đội Trung Quốc đang chiến đấu chống lại quái vật ngoài hành tinh và giúp họ cứu Trung Quốc[17][18][19][20]. Nữ diễn viên Ngô Điềm Mẫn lưu ý một ngày sau khi ra mắt trailer phim rằng: "Chúng ta phải ngừng duy trì huyền thoại phân biệt chủng tộc rằng chỉ người da trắng mới có thể cứu thế giới. Nó không dựa trên thực tế sự thật"[21]. Sau khi bộ phim ra mắt, Ann Hornaday nhà phê bình phim chính của tờ Washington Post, viết rằng "những lo ngại ban đầu về việc Damon đóng vai 'vị cứu tinh da trắng' trong phim hóa ra là vô căn cứ: nhân vật của anh ấy, một người lính đánh thuê, là một người anh hùng nhưng rõ ràng cũng là tấm gương cho những nguyên tắc vượt trội và lòng dũng cảm để các đồng minh Trung Quốc của anh ta noi theo[22].
- Matrix: Bộ phim khoa học viễn tưởng kể về hacker máy tính người da trắng là Neo, người trở thành "Người duy nhất" cứu nhân loại[23]. Matthew Hughey trong cuốn sách The White Savior Film của mình nói rằng bộ phim có nhân vật chính là một người da trắng "bước vào... những khung cảnh đa văn hóa bên ngoài thực tế mô phỏng bằng máy tính [và] phải bắt đầu, thông qua ân sủng của mình, để cứu những người không phải da trắng khỏi một thảm họa sắp xảy ra."[24]. Hernan và Vera trong cuốn sách Screen Saviors: Hollywood Fictions of Whiteness mô tả Neo là "đấng cứu thế da trắng có một đội ngũ trợ lý đa dạng về thành phần chủng tộc". Họ nói: "Khả năng phê phán sự phân biệt chủng tộc của người da trắng trong phim trái ngược với cốt truyện thần thoại, trong đó các nhân vật da đen—Morpheus, the Oracle, và các thành viên phi hành đoàn của Morpheus là Tank và Dozer—là những đồ đệ phục vụ cho Đấng cứu thế Neo da trắng."[25]. Adilifu Nama trong cuốn sách Không gian đen: Cuộc đua tưởng tượng trong phim khoa học viễn tưởng đã nói về Morpheus và các vai trò quan trọng của Nhà tiên tri như sau "Nhìn chung, nhiệm vụ... dường như là một sứ mệnh do một người đàn ông và phụ nữ da đen lãnh đạo hơn là do một vị cứu tinh da trắng lãnh đạo... các nhân vật da đen dễ dàng được đọc như những tiêu chuẩn văn hóa mang tính biểu tượng và những lời nhắc nhở tương ứng về các quyền dân sự và các phong trào Quyền lực của người da đen."[26], vai chính ban đầu được giao cho Will Smith[27].